# ザ・キラーベスト〜SILVA SINGLE COLLECTION〜
『ザ・キラーベスト〜SILVA SINGLE COLLECTION〜』（ザ・キラーベスト〜シルバ・シングル・コレクション〜）はSILVAの初のベスト・アルバム。2000年12月20日発売。

## 概要
アロハ・プロダクションズ及びブーガルーレコーズからは最後のアルバム。累計売上は7.5万枚。

## 収録曲
1. ハッピーエンド（Single Version）（5:06）
  - 作詞：SILVA 作曲：筒美京平 編曲：松井寛

2ndアルバム『Coming Out』収録曲、9thシングルとしてリカットしたシングルバージョンをアルバム初収録。
2. ヴァージンキラー（5:12）
  - 作詞：SILVA 作曲：横山輝一 編曲：CHOKKAKU

6thシングル、TBS系「ワンダフル」ミニドラマ主題歌、作曲の横山自身も2003年のアルバム『ARTIST'S PROOF』でセルフカバーしている。
3. water, flower（5:27）
  - 作詞：SILVA 作曲・編曲：朝本浩文

2ndシングル、テレビ朝日系「サンデージャングル」エンディングテーマ、シングルバージョンはアルバム初収録。
4. morning prayer（5:03）
  - 作詞：SILVA 作曲・編曲：朝本浩文

3rdシングル、日本テレビ系「FUN」FUN'S RECOMMEND #004、シングルバージョンはアルバム初収録。
5. Almost Love（4:38）
  - 作詞：SILVA 作曲・編曲：黒羽康司

4thシングル、TBS系「エクスプレス」ウェザーテーマ、シングルバージョンはアルバム初収録。
6. 心と体（4:38）
  - 作詞・作曲：SILVA 編曲：鈴木俊介

7thシングル、日本テレビ系「M-mania」テーマ曲。
7. sweet obsession（4:40）
  - 作詞：SILVA 作曲・編曲：CHOKKAKU

2ndシングルC/W、アルバム初収録。
8. ヴァージンキラー（Super Fly Girl Mix）（6:20）
  - 編曲：CHOKKAKU

8thシングル「SILVA VS YOU THE ROCK☆」収録曲、YOU THE ROCK★とのコラボレーション曲、アルバム初収録。
9. ヌード（5:38）
  - 作詞：SILVA 作曲・編曲：朝本浩文

5thシングル、TBS系「王様のブランチ」エンディングテーマ、オリジナルはアルバム初収録。
10. For lovers（5:05）
  - 作詞・作曲：SILVA 編曲：鈴木俊介

7thシングルC/W、アルバム初収録。
11. Summer Sick（4:43）
  - 作詞：SILVA 作曲・編曲：黒羽康司

4thシングル。
12. color（3:59）
  - 作詞：SILVA 作曲・編曲：村山晋一郎

3rdシングルC/W、アルバム初収録。
13. 心と体（青春ミックス）（6:18）
  - 編曲：CHOKKAKU

8thシングル収録曲、アルバム初収録。
14. Sachi（5:11）
  - 作詞：SILVA 作曲・編曲：朝本浩文

1stシングル、テレビ朝日系「ニュースステーション」ウェザーテーマ、シングルバージョンはアルバム初収録。